# Зелич, Нед
Недиелько Зелич (англ. Nedijeljko "Ned" Zelić; 4 июля 1971, Сидней, Австралия) — австралийский футболист хорватского происхождения, защитник. Известен по выступлениям за клубы «Боруссия», «Мюнхен 1860» и сборную Австралии. Участник Олимпийских игр 1992 года.
У Неда есть брат Иван, который также был профессиональным футболистом.

## Клубная карьера
Зелич начал карьеру на родине выступая за клубы «Сидней Юнайтед» и «Сидней Олимпик». В 1992 году после летней Олимпиады он перешёл в дортмундскую «Боруссию». В Германии Нед провёл три года и помог команде выйти в финал Кубка УЕФА, а также выиграть Бундеслигу. В 1995 году он перешёл в английский «Куинз Парк Рейнджерс», за рекордные для клуба 1,25 млн. фунтов, но не смог проявить себя из-за травмы. В 1996 году Зелич принял приглашение франкфуртского «Айнтрахта», но уже по окончании сезона покинул команду.
Летом того же года он подписал контракт с французским «Осером», где стал заменой Лорану Блану, который перешёл в «Барселону». Полноценной заменой ушедшему капитану Зелич стать не смог и в конце сезона покинул команду. Он вернулся в Германию, где стал футболистом клуба «Мюнхен 1860». За «львов» он отыграл четыре сезона, проведя более 100 матчей и став одним из лидеров команды.
В 2002 году Нед переехал в Японию, где выступал за «Киото Санга» и «Урава Ред Даймондс». С последним он стал обладателем Кубка Джей-лиги. В 2003 году Зелич покинул «Даймондс» и выступал за австрийский «Ваккер», австралийский «Ньюкасл Юнайтед Джетс» и нидерландский «Хелмонд Спорт». В 2006 году Нед подписал контракт с тбилисским «Динамо». За два сезона, проведённых в клубе он выиграл чемпионат Грузии, а также стал обладателем Кубка и Суперкубка страны. В 2008 году он завершил профессиональную карьеру.

## Международная карьера
В 1991 году Нед дебютировал за сборную Австралии. Через год в составе олимпийской сборной он принял участие в Олимпийских играх в Барселоне. На турнире Тони сыграл в матчах против команд Швеции, Польши, Мексики, Дании и дважды Ганы.
В 1997 году Зелич принял участие в Кубке конфедераций в Саудовской Аравии. На турнире он помог команде занять второе место.

## Достижения
Командные
 «Боруссия» Дортмунд
- Чемпионат Германии по футболу — 1994/1995
- Финалист Кубка УЕФА — 1992/1993

 «Урава Ред Даймондс»
- Обладатель Кубка Джей-лиги — 2003

 «Динамо» Тбилиси
- Чемпионат Грузии по футболу — 2007/2008
- Обладатель Кубка Грузии — 2008/2009
- Обладатель Суперкубка Грузии — 2008/2009

Международные
 Австралия
- Кубок конфедераций — 1997